# Callipappus farinosus
Callipappus farinosus är en insektsart som beskrevs av Fuller 1897. Callipappus farinosus ingår i släktet Callipappus och familjen pärlsköldlöss. Inga underarter finns listade i Catalogue of Life.